# Banowina dunajska
Banowina dunajska (serb./chorw. Дунавска бановина/Dunavska banovina) – jednostka podziału terytorialnego Królestwa Jugosławii w latach 1929–1941. Obejmowała tereny dzisiejszej Serbii (Wojwodinę i północną część Serbii Centralnej) oraz skrawki Chorwacji (Baranję i środkowy Srem). Z banowiny Dunaju wyłączono stołeczny Belgrad z przyległymi miastami (dziś dzielnicami) Zemun i Pančevo, które tworzyły oddzielną jednostkę administracyjną – zarząd miasta Belgradu (dlatego siedzibą bana został Nowy Sad). Nazwa utworzona od rzeki Dunaj. Według danych spisu powszechnego z 1931 ludność liczyła 58,4% prawosławnych, 32,5% katolików, 7,0% ewangelików. Po utworzeniu autonomicznej Banowiny Chorwacji w 1939 z banowiny Dunaju włączono do niej dystrykty Ilok i Šid (1.141 km²). Po upadku Jugosławii w 1941 podzielona między Węgry (Baranja i Baczka), Niepodległe Państwo Chorwackie (wschodni Srem) i okupowaną przez Niemcy Serbię (tereny na wschód i południe od Dunaju i Sawy, w tym zachodni Banat).
Banami banowiny dunajskiej byli:
1. Daka Popović – 1929-30
2. Radoslav Dunjić – 1930
3. Svetomir Matić – 1930-31
4. Milan Nikolić – 1931-33
5. Dobrica Matković – 1933-35
6. Milojko Vasović – 1935
7. Svetislav Paunović – 1935-36
8. Svetislav Rajić – 1936-39
9. Jovan Radivojević – 1939-40
10. Branko Kijurina – 1940-41
11. Milorad Vlaškalin – 1941